# Trzypunktowy układ zawieszenia

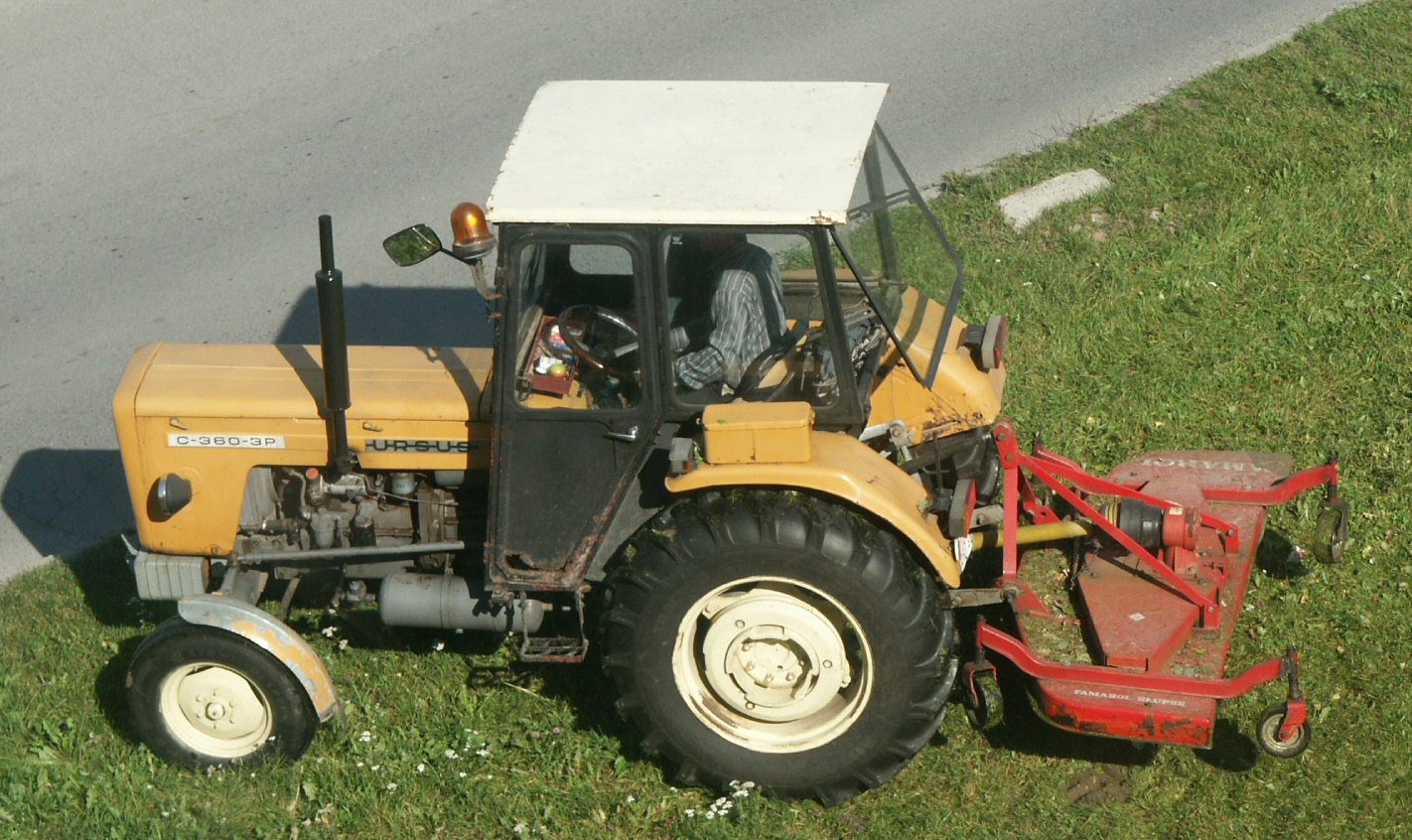
Kosiarka zawieszona na trzypunktowym układzie (ciągnik Ursus C-360)

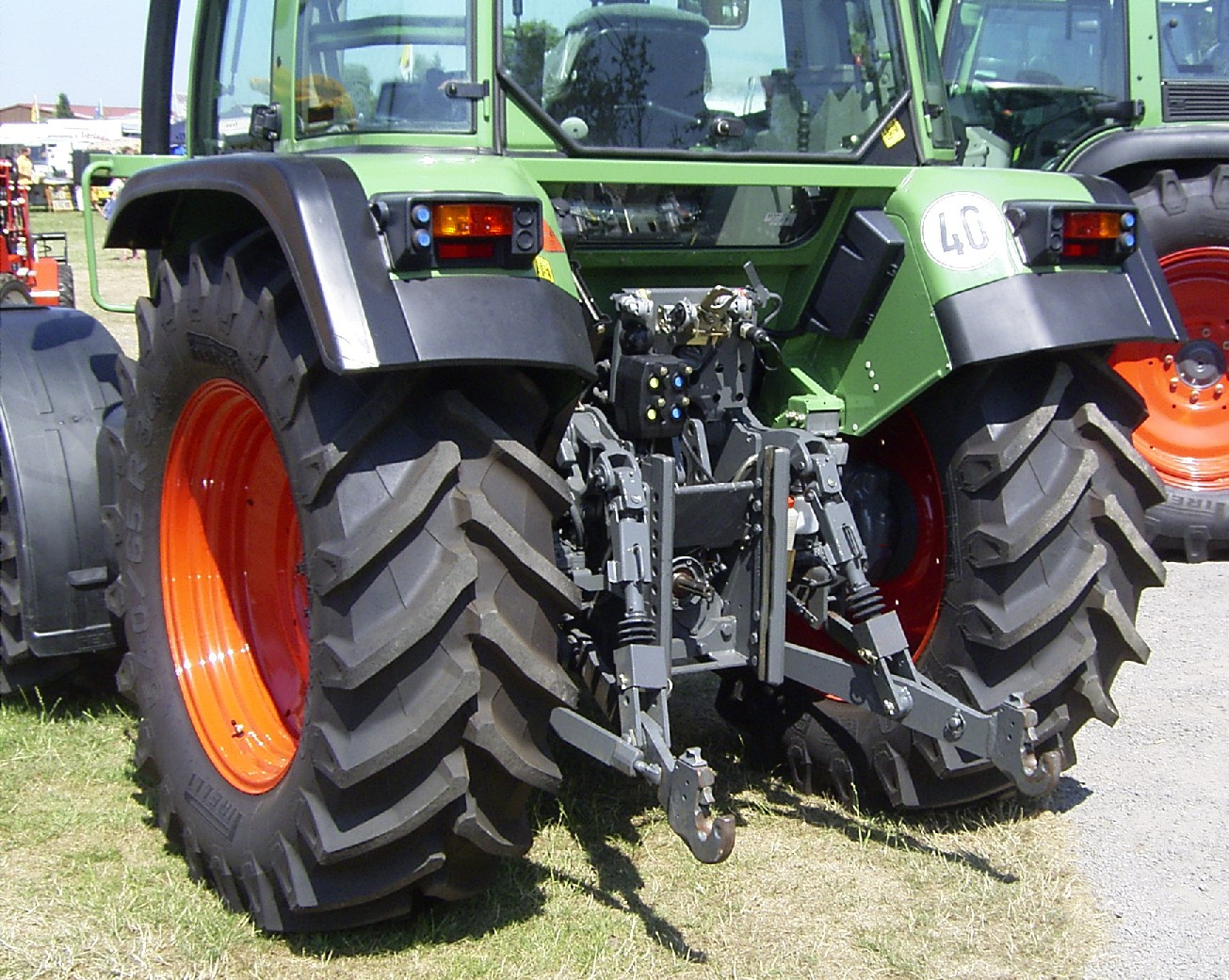
TUZ w ciągniku Fendt

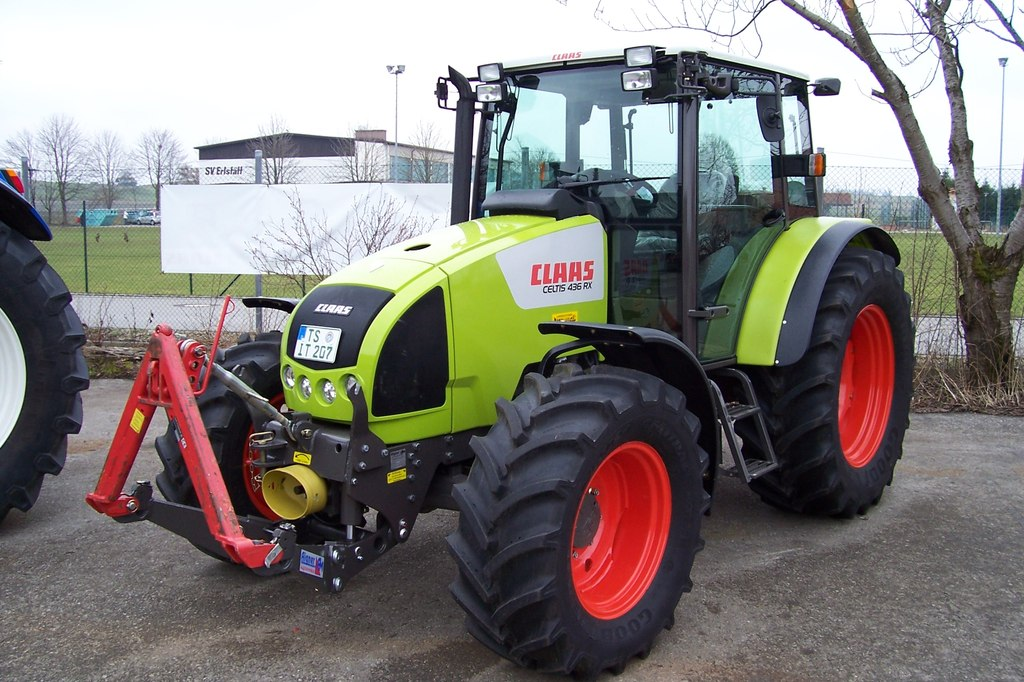
TUZ z przodu ciągnika Claas

Trzypunktowy układ zawieszenia (TUZ) – układ dźwigniowy stosowany w ciągnikach rolniczych do agregowania maszyn i urządzeń zawieszanych na hydraulicznym podnośniku. 
Układ taki umożliwia podnoszenie narzędzi w położenie transportowe i odpowiednie ustawienie go w położeniu roboczym. Narzędzia są połączone z ciągnikiem w trzech punktach, na dwóch hydraulicznie podnoszonych belkach dolnych (lewej i prawej) z łącznikiem centralnym. Przeguby kuliste umieszczone w belkach i łączniku centralnym umożliwiają ruchy narzędzi we wszystkich kierunkach. Do sterowania TUZ-em (podnośnikiem) jest wykorzystywany rozdzielacz hydrauliczny. Sterowanie to może odbywać się mechanicznie za pomocą dźwigni lub elektronicznie za pomocą EHR-u (niem. Elektronische Hubwerksregelung).
TUZ znajduje się z tyłu ciągnika rolniczego, ale istnieje możliwość montażu także z przodu, co daje ogromne możliwości zestawiania w grupy maszyn i urządzeń rolniczych, a co za tym idzie oszczędzanie czasu i kosztów podczas uprawy roli.
W czasach, kiedy wprowadzano w rolnictwie ciągniki, każda z firm, która je produkowała, miała w swojej ofercie odmienne rozwiązanie konstrukcyjne, co przysparzało problemów rolnikom, gdyż nie każdy ciągnik mógł pracować z każdą maszyną czy narzędziem. 
Trzypunktowy układ zawieszenia w obecnej formie wywodzi się z rozwiązań konstrukcyjnych Harry'ego Fergusona – późniejszego współzałożyciela firmy Massey Ferguson.